# 那須高原観光周遊バス

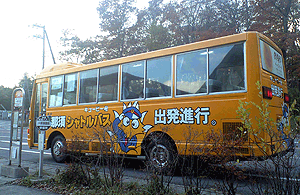
那須シャトルバス「キュービー号」運行時のデザイン

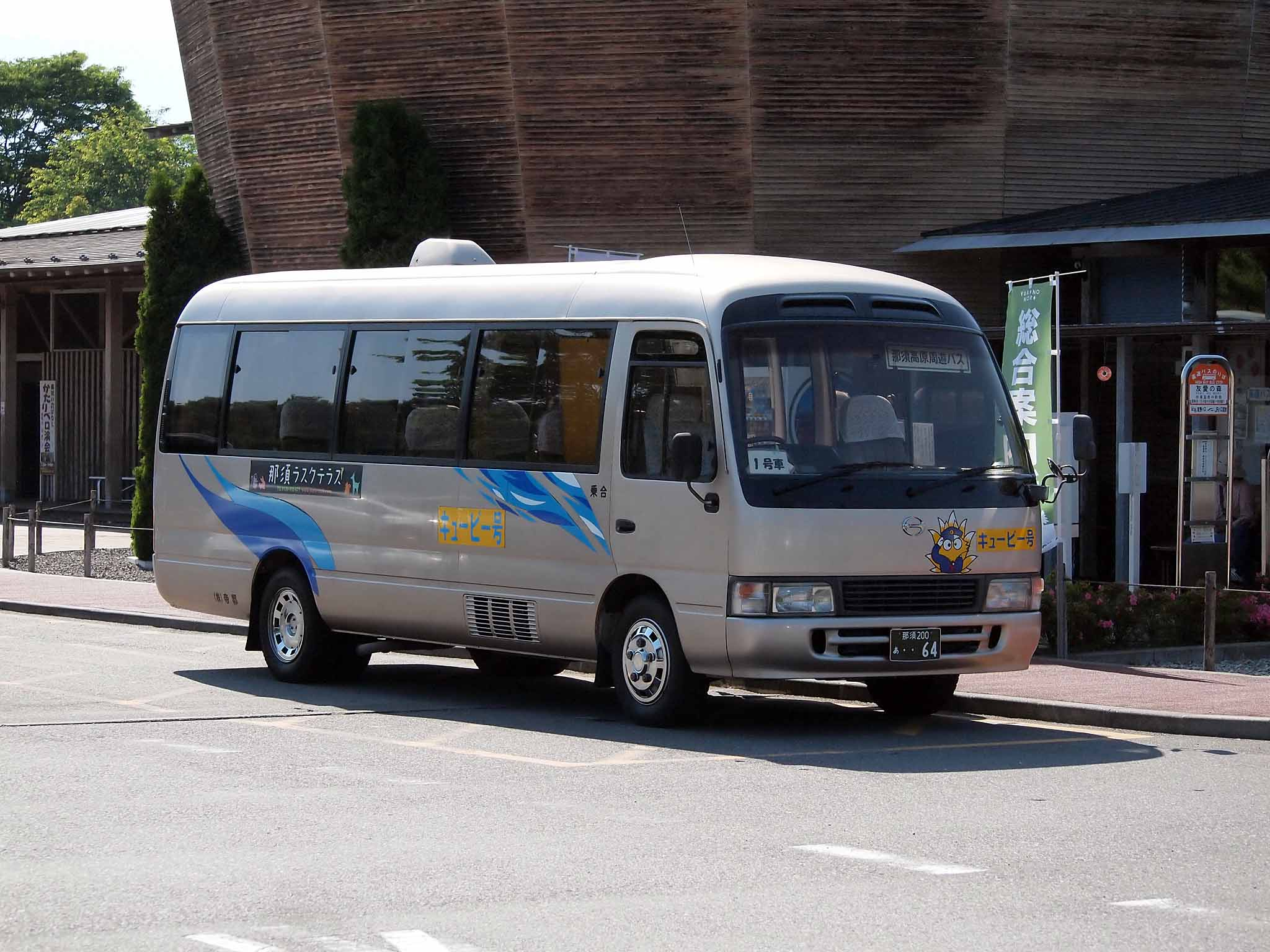
きゅーびー号イエローLine（2018年撮影）

那須高原観光周遊バス（なすこうげんかんこうしゅうゆうバス）は、那須町観光協会が関東自動車と帝都に委託し2021年5月まで運行していた観光地周遊バスである。2022年7月より同名の関東自動車の路線として運行再開した。

## 愛称
九尾の狐をモチーフとした那須町観光協会のマスコットキャラクター「きゅーびー」より命名。
- 当初は「キュービー号」でバス車体に狐のイラストが描かれていた[4]。
- 2019年現在は「きゅーびー号」[1]。
- 2022年7月の運行再開時点では愛称は設定されていない[5]。

## 沿革
- 2004年5月15日 運行開始[6]
- 2019年4月1日 レッドLine運行開始により、従来路線をイエローLineと命名、乗車券を共通化した[7][1]。
- 2021年5月16日をもって運行終了。レッドLineは冬季休業を延長しそのまま終了、イエローLineは5月16日の運行をもって終了[8]。
- 2022年
  - 5月27日 町内外からの復活要望を受け7月より関東自動車の路線とし、那須町が資金援助して運行再開すると公表[9]。
  - 7月1日 関東自動車の路線として運行再開。同社の中型・小型路線バス車両2台で、計5コース設定された[5]。

## 系統

### 現行路線
- 2022年7月から運行のコースは那須町観光協会サイト参照。

### 廃止路線
- 以下は2021年5月までの情報。

#### イエローLine
- 通年運行で1日11便
- 運行区間
道の駅那須高原友愛の森 → ホテルエピナール那須 → 那須サファリパーク → 南ヶ丘牧場 → ホテルサンバレー那須 → 那須湯本温泉 → 一軒茶屋 → りんどう湖 → 道の駅那須高原友愛の森
  - 初便はエピナール那須始発、終便は一軒茶屋止まりとなっている。

#### レッドLine
- 4月から11月まで季節運行[1]で1日3便
- 1周約1時間30分
- 運行区間
ホテルエピナール那須 → 道の駅那須高原友愛の森 → 那須ハイランドパーク → 南ヶ丘牧場 → ホテルサンバレー那須 → 那須湯本温泉 → 那須平成の森 → 那須どうぶつ王国 → ホテルエピナール那須 → 道の駅那須高原友愛の森
  - 2周目は道の駅那須高原友愛の森始発・終着、3周目は道の駅那須高原友愛の森始発終着だが逆周り[1]。
  - 2018年までは「那須つつじ号」「那須もみじ号」として春と秋の行楽期間限定で運行していた[1]。
    - 2015年は9月19日から10月25日まで「那須もみじ号」を1日3便毎日運行、利用料は一日券として1,600円[10]。